# Rabča
Rabča es un municipio del distrito de Námestovo en la región de Žilina, Eslovaquia, con una población estimada a final del año 2024 de 5402 habitantes.
Se encuentra ubicado al norte de la región, cerca del curso alto del río Váh (cuenca hidrográfica del Danubio), de los montes Tatras y de la frontera con Polonia.

## Demografía
| Año        | 1994 | 2004     | 2014     | 2024     |
| ---------- | ---- | -------- | -------- | -------- |
| Población  | 3848 | 4360     | 4857     | 5402     |
| Diferencia |      | +13,30 % | +11,39 % | +11,22 % |

| Año        | 2023 | 2024    |
| ---------- | ---- | ------- |
| Población  | 5336 | 5402    |
| Diferencia |      | +1,23 % |